# Brazilski jiu-jitsu
Brazilski jiu-jitsu je borilna veščina, borbeni šport in sistem samoobrambe, kjer je primarni fokus na "grappling" borbi še posebno v borbi na tleh. Brazilski jiu-jitsu je nastal iz temeljnih tehnik Kodokan Judo parterne borbe (newaza), katere so učili posamezniki kot so Mitsuyo Maeda, Takeo Yano in Soshihiro Satake. Brazilski jiu-jitsu je postala svoja veščina skozi eksperimentiranje, praktično uporabo in adaptacije ju-jitsa s strani Carlosa in Helia Gracieja, katera sta prenesla to znanje na svoje družinske člane.
Brazilski jiu-jitsu (v nadaljevanju BJJ) promovira koncept, da se lahko manšja, šibkejša oseba uspešno ubrani napada proti večji in močnejši osebi z uporabo pravilne tehnike, vzvoda in s tem, da se borba preseli na tla kjer lahko uporabimo sklepne ključe in davljenja, da premagamo nasprotnika. Trening BJJ se lahko uporabi za športna "grappling" tekmovanja (s kimonom in brez kimona), za mešane borilne veščine (MMA) in za samoobrambo. Zelo pomemben del treninga predstavlja sparing, ki je glavno merilo za ocenjevanje napredovanja borca.
Leta 1882 se je BJJ-ju predhodna in starševska borilna veščina judo odcepila od starejšega sistema japonskega ju-jitsa s pomembno razliko, ki je bila nato prenesena v brazilski jiu-jitsu: ni samo borilna veščina, je tudi šport; metoda promoviranja fizične pripravljenosti in grajenja karakterja v mladih ljudeh; je tudi stil (Do) življenja.

## Zgodovina
Mitsuyo Maeda je bil eden izmed pet najboljših ekspertov v parterni borbi (newaza) Kodokan šole, ki je Jigoro Kano poslal po svetu, da širi znanje o judu. Maeda je zapustil Japonsko leta 1904 in je obiskal veliko držav, kjer je imel demonstracije juda in sprejemal izzive s strani rokoborcev, boskerjev, savate borcev in drugih mojstrov borilnih veščin.
Po prihodu Maede je Brazilijo, je Maeda začel učiti Carlosa Gracie-ja ju-jitsu. Carlos je nato znanje prenesel na brata Helia Gracie-ja, kateri je postopoma razvil novo veščino brazilski jiu-jitsu, ki je bila pragmatična adaptacija juda in ju-jitsa s poudarkom na parterni borbi. Helio Gracie je svojo obliko jiu jitsa razvijal zaradi nezmožnosti kontriranja tehnikam iz juda, ki so temeljile na fizični moči. 
Leta 1925 je Japonska vlada odločila, da se bo borilna veščina, ki jo poučujejo v državnih ustanovah, uradno imenovala judo namesto jujutsu. V Braziliji se veščina še danes imenuje jiu jitsu. Ko so Gracie-ji prišli v ZDA poučevati svojo veščino, so jo imenovali brazilski jiu jitsu ali gracie jiu jitsu zaradi razlikovanja med veščinami.
Člani družine Gracie so razvili nekoliko variacij brazilskega jiu jitsa katerih imena izvirajo iz imen mojstrov, ki so veščino poučevali oz. razvili. Nekaj takšnih primerov je Charles Gracie Jiu-Jitsu ali Renzo Gracie Jiu-Jitsu, podobno je družina Machado imenovala svoj stil, Machado Jiu Jitsu (MJJ). Danes obstajajo štiri veje brazilskega Jiu Jitsa - Gracie Humaita, Gracie Barra, Carlson Gracie Jiu-Jitsu in Alliance Jiu Jitsu.

## Pravila, tehnike in stil borbe
Brazilski jiu jitsu temelji na parterni borbi. Cilj borcev je svojega nasprotnika čim prej spraviti na tla, kjer napadalec lahko utilizira svojo težo namesto porabljanja energije. Ko se borba preseli na tla, se vzpostavi kontrola; napadalec se premika z nasprotnikom, uporablja njegovo energijo, mu blokira ali vsaj otežuje gibanje s kontrolo bokov in v tem času poskuša osamiti kakšen ud za vzvod, ali zavzeti dominantno pozicijo na hrbtu, od koder lahko pripravlja davljenja. Napadalec lahko napada tudi s hrbta iz ti. "guard" pozicije, če ima nasprotnika med nogami. Veliko borcev se odloča za ta pristop, saj v stoječem aspektu športa niso tako efektivni, kot na tleh. 
Borbo brazilskega jiu jitsa lahko tekmovalec zmaga ob predaji nasprotnika, zmagi po točkah ali diskvalifikaciji. Nasprotnik se preda (ali tapka, taps out, submits), ko napadalec uspešno zaključi tehniko vzvoda, davljenja ali zvijanja/raztezanja določenega dela telesa. Vzrok za predajo je lahko bolečina, neizbežna poškodba v primeru, da se ne preda, ali zapora dihalnih poti oz. izguba zavesti, če se ne preda dovolj hitro. V brazilskem jiu jitsu se pridobivajo točke za rušenje nasprotnika (2 točki), čisto rušenje nasprotnika (rušenje v side control, north south control, full mount) (nekatere organizacije to točkujejo dodatno, nekatere ne), vzpostavitev kontrole s hrbta z obema nogama med nasprotnikovimi nogami, ki služijo kot "kavlji" za nadzor (both hooks in) (4 točke), uspešen preobrat dane situacije, kjer napadalec izgubi pozicijo (sweep) (2 točki), koleno na trebuhu (knee on belly) s tri sekundno kontrolo nasprotnika (2 točki), ter za uspešen "pass" nasprotnikovega guarda (3 točke). Nekatere organizacije, kot so EBI (Eddie Bravo invitational Arhivirano 2015-12-24 na Wayback Machine.) in Metamoris, so "submission only", kar pomeni, da za zmago moraš nasprotnika prisiliti v predajo. Če po iztečenem času ni zmagovalca, nastopijo podaljški, kjer najprej en tekmovalec začne iz dominantne pozicije in ima 3 min časa, da nasprotnika premaga, ali pa se slednji spravi do "guard" pozicije, nakar obrneta vloge za naslednje tri minute. Zmaga tisti, ki je nasprotnika zaključil v krajšem času. 

### Vzvodi
Ena od dveh poglavitnih sklopov tehnik brazilskega jiu jitsa so vzvodi na sklepe. Napadalec poskuša nasprotnika spraviti v položaj, kjer osami eno okončino ter jo spravi v položaj, kjer je vzvod na sklep prevelik, da bi se lahko nasprotnik branil samo z močjo. V primeru, da se nasprotnik ne želi predati (kar se v športu singalizira s "tapkanjem" (tapping out) po tatamiju ali nasprotniku), lahko pride do natrganih/raztrganih ligamentov ali zlomljenih kosti. Tehnike vzvodov lahko razdelimo na tehnike vzvodov na roke in tehnike vzvodov na noge.
Tehnike vzvodov na roke:
- armbar (vzvod na iztegnjeno roko nasprotnika, obremenitev komolca)
- kimura (vzvod na pokrčeno roko nasprotnika, obremenitev ramenskega sklepa; ime je tehnika dobila po legendarnem Masahiku Kimuri, ki je bil eden najboljših judoistov vseh časov. V legendarni borbi s Heliom Graciejem iz leta 1951 je Kimura premagal Gracieja, po tem ko je Graciejev kot v ring vrgel brisačo, saj se Helio ni želel predati niti po tem, ko mu je Kimura (s kimuro) zlomil roko)Vzvod na iztegnjeno roko - armbar
- americana (vzvod na pokrčeno roko nasprotnika v obratnem položaju kot kimura, obremenitev ramenskega sklepa)
- omoplata (vzvod na pokrčeno roko nasprotnika z uporabo nog, kjer nasprotnikova roka ostane ujeta med njegovimi nogami, napadalec izvaja pritisk z dvigovanjem bokov, nasprotnik po navadi leži na trebuhu, kjer mu napadalec kontrolira boke, da ne more bežati s pomočjo prevala; obremenitev ramenskega sklepa)
- zaklepi zapestja (vzvod/obremenitev zapestja)

Tenike vzvodov na noge:
- petni kavelj/heel hook (napadalec ujame stopalo nasprotnika pod svojo pazduho in z nogami onemogoči vrtenje nasprotnika, nakar s podlahtjo ustvari vzvod na peto ujetega stopala, dokler so nart in prsti ujeti pod pazduho, ter s tem ustvarja veliko silo na kolenski sklep. Zanimiva stvar heel hook-a je ta, da se tehnika izvaja na peti, pritisk se pa najprej ustvari na kolenu. Tehnika je zelo nevarna, saj lahko privede do težkih poškodb in je zato pri veliko organizacijah prepovedana)
- kneebar (napadalec osami nogo nasprotnika in ustvari vzvod na iztegnjeno nogo, kar povzroči velik pritisk na kolenski sklep. Tudi kneebar je v nekaterih MMA/grappling promocijah nelegalna tehnika)
- raven zaklep gleženja/straight ankle lock (napadalec osami nasprotnikovo stopalo med svojim bicepsom in prsnim košom ter z ukrivljanjem telesa stran od nasprotnika povzroča vzvod na nart in bolečino na ahilovo tetivo s podlahtjo)
- toe hold (napadalec osami nasprotnikovo stopalo ter ga prime z eno roko za prste, z drugo roko pa prime svoje zapestje in zvija stopalo v smeri palca na nogi, kar povzroči bolečino in postopoma tudi lomljenje narta)

### Davljenja
Drugi od poglavitnih sklopov tehnik uporabljanih v brazilskem jiu jitsu so davljenja. Ločimo dve različni vrsti davljenj; ti. zračno davljenje (air choke) in krvno davljenje (blood choke). Tehniki se razlikujeta v osnovnem principu davljenja. Zračno davljenje onemogoča dihanje nasprotnika, vendar mu ne omejuje dotoka krvi v možgane, dokler krvno davljenje dela prav to. Razlika med dvema načinoma je velik časovni interval, ki je potreben, da nasprotnik izgubi zavest; pri omejevanju dihanja (in ne pretoka krvi) lahko nasprotnik ostane pri zavesti tudi minuto po tem, ko se je davljenje začelo, pri krvnem davljenju pa nasprotnik izgubi zavest v roku (največ) desetih sekund od začetka pritiska na vratne žile. 
Tehnike davljenj:
- Napadalec zapira trikotnik
- trikotnik/triangle (nasprotnik je z eno roko in glavo ujet med nogami napadalca, napadalec z nogami povzroča pritisk na eno stran vratu nasprotnika, dokler mu njegova ujeta roka z ramenom povzroča pritisk na drugo stran vratu in onemogoča dotok krvi v možgane, kar povzroči izgubo zavesti)
- obratni trikotnik/reverse triangle (ista tehnika z razliko položaja nasprotnika med nogami napadalca)
- "golo" davljenje s hrbta/rear naked choke (pritisk na nasprotnikov vrat z uporabo roke iz položaja na nasprotnikovem hrbtu (back mount); ob nepravilni uporabi te tehnike krvno davljenje ni zajamčeno)
- D'Arce davljenje/D'Arce choke (nasprotnik je z eno roko in glavo ujet med rokami napadalca, kot pri trikotniku ga tudi tukaj na eni strani vratu stisne njegova rama, na drugi napadalčev biceps. Vstop napadalčeve roke, ki dela pritisk na vrat (druga roka zapira prijem) je pod pazduho nasprotnika)
- anakonda davljenje/anacoda choke (inverzna tehnika D'Arce davljenja, kjer je vstop roke, ki izvaja pritisk na vrat, pod vratom nasprotnika namesto pod pazduho)
- perujska kravata/peruvian neck tie (napadalec s sklenjenimi rokami na nasprotnikovem vratu izvaja pritisk na vrat in hkrati zvija glavo nasprotnika, kar lahko privede do predaje zaradi bolečine ali davljenja)
- giljotina/guillotine choke (napadalec s podlahtjo izvaja pritisk na nasprotnikov vrat, predvsem na predel goltanca, kar privede do ti. zračnega davljenja in tudi predaje zaradi premočne bolečine pri goltancu; tehnika je ime dobila zaradi svoje podobnosti dejanski giljotini)Davljenje - giljotina
- sever-jug davljenje/north-south choke (napadalec kontrolira nasprotnika iz položaja sever-jug, kjer leži na nasprotniku, vendar sta obratno obrnjena; napadalec objame vrat nasprotnika in izvaja pritisk na nasprotnikov vrat, davljenje je praktično inverzno giljotini)
- gogoplata (napadalec nasprotnika davi s pomočjo narta na goltancu, druga noga je v "guard" položaju in nasprotniku preprečuje vstajanje iz napadalčevega guarda. Poznamo tudi ti. "mounted" gogoplato, kjer napadalec sedi na nasprotniku, namesto da napada s svojega hrbta (do sedaj sta v MMA organizacijah le dva človeka uspešno zaključila svojega nasprotnika - Nick Diaz in Shinya Aoki; po slednjem se imenuje tudi variacija gogoplate - aoki plata)
- ročni trikotnik/arm triangle (princip tehnike je identičen zgoraj opisanemu trikotniku, le da namesto nog napadalec uporablja roke, da ujame glavo in eno roko nasprotnika s svojo roko, nakar s povečevanjem kota svojega telesa relativno na nasprotnikovo telo in stiskanjem ustvarja pritisk na vrat in povzroči ti. krvno davljenje)

### Ostale tehnike
Poleg davljenj in vzvodov na sklepe pozna brazilski jiu jitsu še nekaj tehnik, katerih ne moremo klasificirati v niti eno teh kategorij. Takšne tehnike so naslednje:
- zvijanje vratu, obraza/face, neck crank (ta tehnika se večinoma uporablja, ko napadalec ne more z roko priti na nasprotnikov vrat, da bi uporabil "rear naked choke", ampak jo zaklene preko obraza in z obračanjem glave v katerokoli smer ter kontrolo telesa povzroča silo na hrbtenico, vrat, ali obraz; nasprotnik se preda zaradi bolečine in/ali strahu pred trajno poškodbo hrbtenice)
- banana split (tehnika je praktično moška špaga, napadalec vleče narazen nasprotnikove noge, s čimer povzroča močno bolečino na mednožne prepone)
- elektični stol/electric chair (tehnika identična zgornji le da gre za žensko špago)
- twister (napadalec z nogami kontrolira eno nogo nasprotnika, za glavo ujame eno nasprotnikovo roko in začne vleči njegovo glavo proti sebi, kar povzroči ogromno obremenitev hrbtenice; na to tehniko se preda vsak borec, ker so posledice hude - zlomi hrbrenice, trajna invalidnost,...)

### Prepovedane tehnike
Večina organizacij prepoveduje vsakršne tehnike, ki ogrožajo hrbtenico (twister, neck/face crank), tehnike, ki se lahko končajo z resnimi poškodbami (heel hook), ter tehnike, ki kratkomalo niso sprejemljive v (tovrstnem) športnem tekmovanju (drezanje v oči, udarci, grizenje, krampanje). Nekatere organizacije dovolijo vse tehnike na najvišjem nivoju, nekatere ne. Za več informacij o legalnih/nelegalnih tehnikah si poglejte naslednje strani:
- IBJJF - International Brazilian Jiu Jitsu Federation
- EBI - Eddie Bravo Invitational Arhivirano 2015-12-24 na Wayback Machine.
- ADCC - Abu Dhabi Combat Club

## Zdravstveni dejavniki

### Zdravje kože
Poleg običajnih zvinov in poškodb mišic, ki so povezane z drugimi borilnimi veščinami so učenci brazilskega jiu-jitsa (skupaj z rokoborci, judoisti in ostalimi "grappling" borci) izpostavljeni raznim odrgninam in praskam ter potencialno nečistim blazinam. To pomeni, da obstaja možnost razvoja kožnih bolezni. Pride lahko do glivičnih kožnih bolezni, krastavosti, herpesa in stafilokok na koži. Za preprečitev teh kožnih bolezni je potrebna pravilna higiena, kar pomeni pogosto čiščenje cele telovadnice, tuširanje takoj po treningu, dezinfekcija odprtih ran ter redno pranje trening oblačil.

### Cvetačno uho
Zaradi ohranjevanja položaja in napadanja v jiu-jitsu se lahko ušesa poškodujejo, kar povzroči izliv krvi v uhelj. V tem primeru se hrustanec odvoji od perichondriuma in uho nabrekne. Če izetklo kri ne odstranimo dovolj hitro, lahko uho ostane trajno deformirano. Za preprečevanje cvetačnega ušesa borci včasih uporabljajo ti. "rokoborske slušalke".